# Sildajazz
Sildajazz est le festival international de jazz traditionnel de Haugesund en Norvège. Le festival se tient au mois d'août et dure toute une semaine.

## Nom
Le festival doit son nom au passé de la commune. Haugesund est une ville portuaire qui a un lien très fort avec la mer et la pêche au hareng. Sild veut dire hareng en norvégien, c'est une référence à ce qui était la principale activité économique de la ville avant l'exploitation pétrolière.

## Histoire
Le Sildajazz a débuté en 1987 avec seulement quatre groupes. Aujourd'hui, ce ne sont pas moins de 70 formations aussi bien locales qu'internationales qui s'y côtoient soit 400 musiciens en pas moins de 200 évènements. 

## Sildajazzprisen
Depuis l'an 2000, Statoil décerne le prix Sildajazz à un musicien ou un groupe norvégien.

### Liste des lauréats
- 2000 - Brazz Brothers (groupe) - Langevåg
- 2001 - Egil Kapstad (pianiste) - Kristiansand
- 2002 - Svein Olav Herstad (pianiste) - Haugesund
- 2003 - Dag Arnesen (pianiste) - Bergen
- 2004 - Alf Lundberg (guitariste) - Haugesund
- 2005 - Bodil Niska (saxophoniste) - Bergen
- 2006 - Staffan William Olson (guitariste, compositeur) - Voss
- 2007 - Christina Bjordal (chanteuse) - Haugesund
- 2008 - Olav Dale (guitariste) - Voss
- 2009 - Sigurd Ulveseth (contrebassiste) - Bergen
- 2010 - Fredrik Luhr Dietrichson (contrebassiste) - Haugesund
- 2011 - Marius Neset (saxophoniste et compositeur) - Os
- 2012 - Marte Maaland Eberson (pianiste et compositeur) - Bergen